# Нептун, Джамиль
Джамиль Нептун (англ. Jameel Neptune; 19 июля 1993, Кокорит, Тринидад и Тобаго) — тринидадский футболист, защитник.

## Карьера
Начинал свою карьеру в клубе низшей лиги «Малабар», после чего Нептун перешел в команду из элиты «Морва Каледония Юнайтед». На прогресс игрока сказывалось отсутствие у клуба тренировочной базы. В дальнейшем защитник выступал за ряд других ведущих коллективов ТТ Про-лиги, где ему удалось проявить себя. Некоторое время защитник представлял цвета американский «Лас-Вегас Легендс».

### В сборной
За сборную Тринидада и Тобаго Джамиль Нептун дебютировал 17 апреля 2018 года в товарищеском матче против Панамы (0:1). С тех пор периодически защитник стал получать вызовы в стан «воинов сока».
В 2021 году Нептун сыграл за национальную команду по мини-футболу на Чемпионате КОНКАКАФ. В рамках турнира он отметился двумя забитыми мячами.

## Достижения
- Чемпион Тринидада и Тобаго (1): 2017.